# Ubóstwo absolutne
Ubóstwo absolutne – pojęcie stosowane w statystykach międzynarodowych na oznaczenie krańcowej biedy.
Pojęcie ubóstwa absolutnego (bezwzględnego) definiowane jest najczęściej jako taki stan warunków bytowych, który nie zapewnia podstawowych funkcji życiowych (biologicznych).
Skrajnie (absolutnie) ubogim jest ten, kto może wydać na swoje utrzymanie mniej niż równowartość jednego dolara dziennie. Takich osób jest na świecie około 800 mln. Większość stanowią mieszkańcy Afryki i Azji Południowej.